# Jules Hoffmann
Jules Hoffmann (Echternach, 2 agosto 1941) è un immunologo francese, di origine lussemburghese, direttore di ricerca e membro del consiglio di amministrazione del CNRS. Da 2006 a 2008 era lo Presidente dell'Académie des sciences de l'Institut de France.
Le sue scoperte, rivelando alcuni fattori essenziali delle interazioni fra l'organismo e il suo ambiente, sono importanti per il futuro delle ricerche sul sistema immunitario.
Nel 2007 ha vinto con Bruce Beutler il Premio Balzan per l'immunità innata.
Nel 2011 ha vinto con Bruce Beutler e Ralph Steinman il Premio Nobel per la medicina. È la seconda persona di origine lussemburghese a vincere un Premio Nobel dopo Gabriel Lippmann, che vinse il Premio Nobel per la fisica nel 1908.
Il 1º marzo 2012 viene eletto al seggio numero 7 dell'Académie française, subentrando a Jacqueline Worms de Romilly.